# Isòtops del lawrenci
El lawrenci (Lr) no té cap isòtop estable a causa de la seva radioactivitat. S'han caracteritzat 16 radioisòtops, el més estable dels quals és el 262Lr, amb un període de semidesintegració de 216 minuts.

## Taula
| Símbol del núclid | Z(p)                | N(n)                | massa isotòpica(u)  | període de semidesintegració | Espín nuclear | composició isotòpics representativa (fracció molar) | rang de variació natural (fracció molar) |
| Símbol del núclid | energia d'excitació | energia d'excitació | energia d'excitació | període de semidesintegració | Espín nuclear | composició isotòpics representativa (fracció molar) | rang de variació natural (fracció molar) |
| ----------------- | ------------------- | ------------------- | ------------------- | ---------------------------- | ------------- | --------------------------------------------------- | ---------------------------------------- |
| 251Lr             | 103                 | 148                 | 251.09436(32)#      | 150# µs                      |               |                                                     |                                          |
| 252Lr             | 103                 | 149                 | 252.09537(27)#      | 390(90) ms [0.36(+11-7) s]   |               |                                                     |                                          |
| 253Lr             | 103                 | 150                 | 253.09521(24)#      | 580(70) ms [0.57(+7-6) s]    | (7/2-)        |                                                     |                                          |
| 253mLr            | 30(100)# keV        | 30(100)# keV        | 30(100)# keV        | 1.5(3) s [1.5(+3-2) s]       | (1/2-)        |                                                     |                                          |
| 254Lr             | 103                 | 151                 | 254.09645(36)#      | 13(3) s                      |               |                                                     |                                          |
| 255Lr             | 103                 | 152                 | 255.09668(22)#      | 22(4) s                      | 7/2-#         |                                                     |                                          |
| 256Lr             | 103                 | 153                 | 256.09863(24)#      | 27(3) s                      |               |                                                     |                                          |
| 257Lr             | 103                 | 154                 | 257.09956(22)#      | 646(25) ms                   | 9/2+#         |                                                     |                                          |
| 258Lr             | 103                 | 155                 | 258.10181(11)#      | 4.1(3) s                     |               |                                                     |                                          |
| 259Lr             | 103                 | 156                 | 259.10290(8)#       | 6.2(3) s                     | 9/2+#         |                                                     |                                          |
| 260Lr             | 103                 | 157                 | 260.10550(12)#      | 2.7 min                      |               |                                                     |                                          |
| 261Lr             | 103                 | 158                 | 261.10688(22)#      | 44 min                       |               |                                                     |                                          |
| 262Lr             | 103                 | 159                 | 262.10963(22)#      | 216 min                      |               |                                                     |                                          |
| 263Lr             | 103                 | 160                 | 263.11129(39)#      | 5# h                         |               |                                                     |                                          |
| 264Lr             | 103                 | 161                 | 264.11404(47)#      | 10# h                        |               |                                                     |                                          |
| 265Lr             | 103                 | 162                 | 265.11584(77)#      | 10# h                        |               |                                                     |                                          |
| 266Lr             | 103                 | 163                 | 266.11931(70)#      | 1# h                         |               |                                                     |                                          |